# Felipe Mesones
Felipe Mesones Temperán (Buenos Aires, Argentina, 9 de febrero de 1936-Murcia, 15 de diciembre de 2017) fue un jugador y entrenador de fútbol argentino.

## Trayectoria

### Jugador de fútbol
Felipe Mesones como jugador de fútbol era un rápido extremo derecho con facilidad para el desmarque y fuerte pegada. Su buen periplo como futbolista, transcurrió por Boca Juniors y San Lorenzo de Almagro en Argentina, el Club Independiente Santa Fe de Colombia, donde estuvo entre 1956 y 1957; así como por Real Murcia, Centro de Deportes Hospitalet y Club Esportiu Europa, ya en España.

### Carrera como entrenador
Felipe Mesones Temperán empezó en el mundo de los banquillos en Argentina. Allí dirigió al Futbol Club San Telmo en 1968. Posteriormente, se trasladó a España, donde tras una temporada en el Unión Deportiva Mahón, de la Tercera División, comenzó su primera etapa como técnico del Real Murcia en la temporada 1972/1973, en la que consiguió el ascenso a Primera División.
En la siguiente temporada logró la permanencia en la categoría de oro del fútbol español, pero en la posterior fue reemplazado en el banquillo por Puskás.
En las siguientes campañas se sentó en los banquillos de equipos como Tenerife, Elche, Hércules, Salamanca, Real Valladolid y Granada hasta que en la temporada 1985/1986 recaló en el Cartagena FC, equipo al que solo entrenó media temporada en Segunda División.
Tras otro paso por el Elche, vivió su segunda etapa en el Real Murcia en la campaña 1989/1990 sustituyendo a José Ramón Fuertes y dejó al equipo en la novena posición de la tabla en Segunda División, y estuvo a punto de ascender al equipo la siguiente temporada, pero cayó derrotado en la promoción de ascenso contra el Real Zaragoza.
Mesones no siguió como técnico del equipo en el inicio de la campaña 1991/1992, aunque el club volvió a requerir sus servicios en la 1996/1997, con el equipo en Segunda B, para sustituir a Pedro Valentín Mora. Tras su paso por varios clubs, entrenó al FC Cartagena en la campaña 2000/2001, su último año como entrenador.
Es el entrenador que más partidos (196) ha dirigido al Real Murcia.

## Clubes

### Como entrenador
| Club                 | País   | Año     |
| -------------------- | ------ | ------- |
| U. D. Mahón          | España | 1968-70 |
| Real Murcia          | España | 1972-73 |
| Real Murcia          | España | 1973-74 |
| Real Murcia          | España | 1974-75 |
| C. D. Tenerife       | España | 1975-76 |
| Elche C. F.          | España | 1976-77 |
| Hércules C. F.       | España | 1977-78 |
| U. D. Salamanca      | España | 1978-79 |
| U. D. Salamanca      | España | 1979-80 |
| Elche C. F.          | España | 1981-82 |
| Real Valladolid      | España | 1982-83 |
| Granada C. F.        | España | 1983-84 |
| Cartagena F. C.      | España | 1985-86 |
| Elche C. F.          | España | 1987-88 |
| Elche C. F.          | España | 1988-89 |
| Real Murcia          | España | 1989-90 |
| Real Murcia          | España | 1990-91 |
| Real Betis           | España | 1991-92 |
| Real Valladolid      | España | 1992-93 |
| Real Valladolid      | España | 1993-94 |
| Hércules C. F.       | España | 1994-95 |
| Real Murcia          | España | 1996-97 |
| Xerez Club Deportivo | España | 1997-98 |
| Granada C. F.        | España | 1999-00 |
| Elche C. F.          | España | 2000-01 |
| F. C. Cartagena      | España | 2001-02 |